# Arsenura arianae
Arsenura arianae is een vlinder uit de onderfamilie Arsenurinae van de familie nachtpauwogen (Saturniidae).
De wetenschappelijke naam van de soort is voor het eerst geldig gepubliceerd in 2010 door Ronald Brechlin & Frank Meister.